# Święcino
Święcino (kaszb. Swiecëno, niem. Schwetzen) – osada kaszubska w Polsce położona w województwie pomorskim, w powiecie słupskim, w gminie Główczyce przy drodze wojewódzkiej nr . Wieś wchodzi w skład sołectwa Główczyce.
W latach 1975–1998 miejscowość administracyjnie należała do województwa słupskiego.

## Nazwa
Nazwa miejscowości ma pochodzenie słowiańskie i charakter topograficzny-metaforyczny. Powstała przez dodanie do podstawy czasownika świecić formantu -ino. Friedrich Lorentz odnotował kaszubską (kabacką) formę nazwy: Sv́ecəno. Niemiecka nazwa Schwetzen jest adaptacją fonetyczną pierwotnej nazwy słowiańskiej. Współczesna urzędowa forma Święcino jest wynikiem adideacji do podstawy święty.
Rada Języka Kaszubskiego proponuje opartą na urzędowej kaszubską formę nazwy Swiãcëno.